# Obélisque de Topčider
L'obélisque de Topčider (en serbe : Обелиск у Топчидерском парку et Obelisk u Topčiderskom parku), est un monument situé dans la municipalité de Savski venac et dans le parc de Topčider à Belgrade en Serbie. Érigé en 1859, il est inscrit sur la liste des monuments culturels protégés de la république de Serbie et sur la liste des biens culturels de la ville de Belgrade.

## Présentation
L'obélisque de Topčider doit son importance au fait qu'il marque le début des monuments publics dans la ville de Belgrade. Il a été érigé en 1859, en l'honneur du retour au pouvoir du prince Miloš en Serbie et, du même coup, pour célébrer le retour de la dynastie des Obrenović.
Le monument se présente comme une pyramide de pierre tronquée, modestement décorée de corniches moulurées et ornée des armes de la dynastie. L'auteur de l'obélisque est le sculpteur Franc Loran, dont la signature apparaît sur le monument. L'obélisque est situé dans l'allée centrale du parc de Topčider, dans l'axe de la fenêtre principale du konak du prince Miloš, ce qui rappelle les réalisations effectuées pour de nombreux châteaux baroques du XVIIIe siècle en Europe ; cette disposition est unique en son genre en Serbie.